# StartOS
StartOS (formalmente conosciuta come Ylmf OS) è una distribuzione Linux cinese. StartOS è un sistema operativo che è un software gratuito e open source.
All'inizio era basato su Ubuntu, ma a partire dalla versione 4.0 ha adottato la gestione personalizzata dei pacchetti (chiamata YPK) e l'installazione del sistema, sebbene il supporto live sottostante sia ancora costruito utilizzando lo strumento Casper di Ubuntu.  La sua interfaccia utente ricorda da vicino quella di Microsoft Windows XP.  La distribuzione originariamente non era disponibile in inglese, anche se poco dopo l'uscita iniziale alla fine del 2009 è stata rilasciata una versione in lingua inglese di Ylmf OS.
Nonostante la somiglianza molto simile al tema Luna di Windows XP, il tema predefinito per Windows XP, Microsoft non sembra aver intenzione di intraprendere alcun tipo di azione contro il sistema operativo o i suoi sviluppatori.
Ylmf OS 4.0 è simile a Windows Vista, ma ha anche uno schema di puntamento Mac OS X.

## Versioni
- 1.0 (basato su Fedora 11)
- 1.15 (basato su Ubuntu 9.04)
- 1.5 (basato su Ubuntu 9.10)
- 2.0 (basato su Ubuntu 9.10)
- 3.0 (basato su Ubuntu 10.04 LTS)
- 4.0 (basato su Xiange Linux, non disponibile nel sito web, ma può essere installato in inglese)
- 5.0 (beta, chiamato "StartOS")
- 5.1 (2013, Ubuntu 14.04 LTS)
- 6.0 (2013, beta)

## Galleria d'immagini

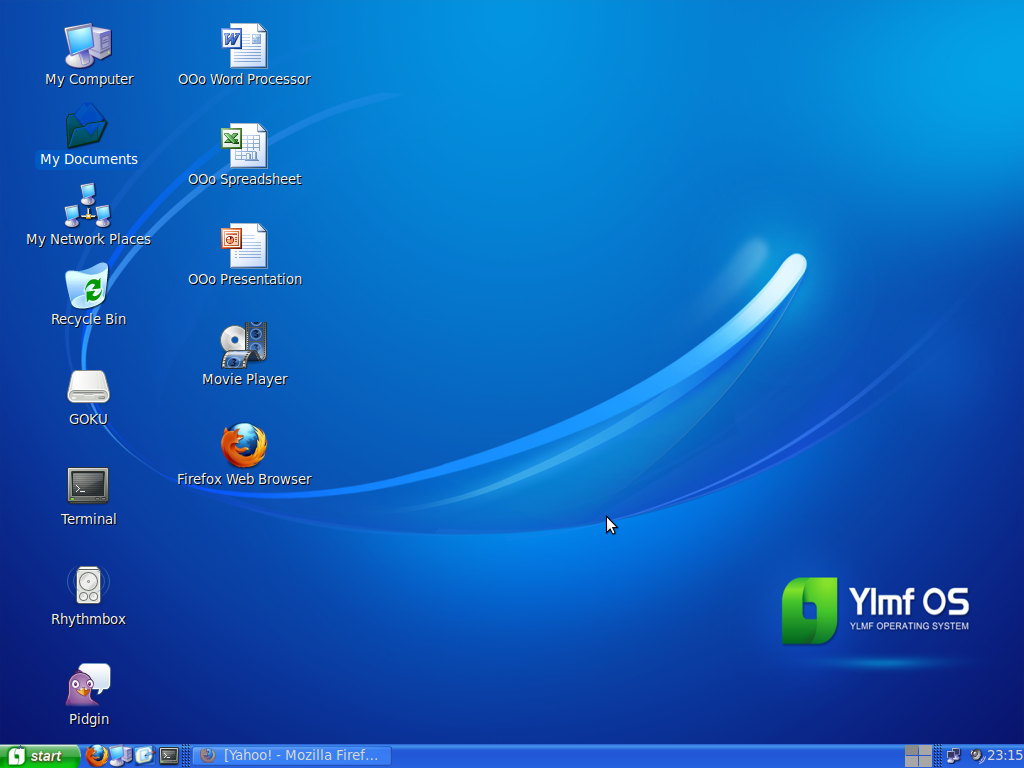
3.0
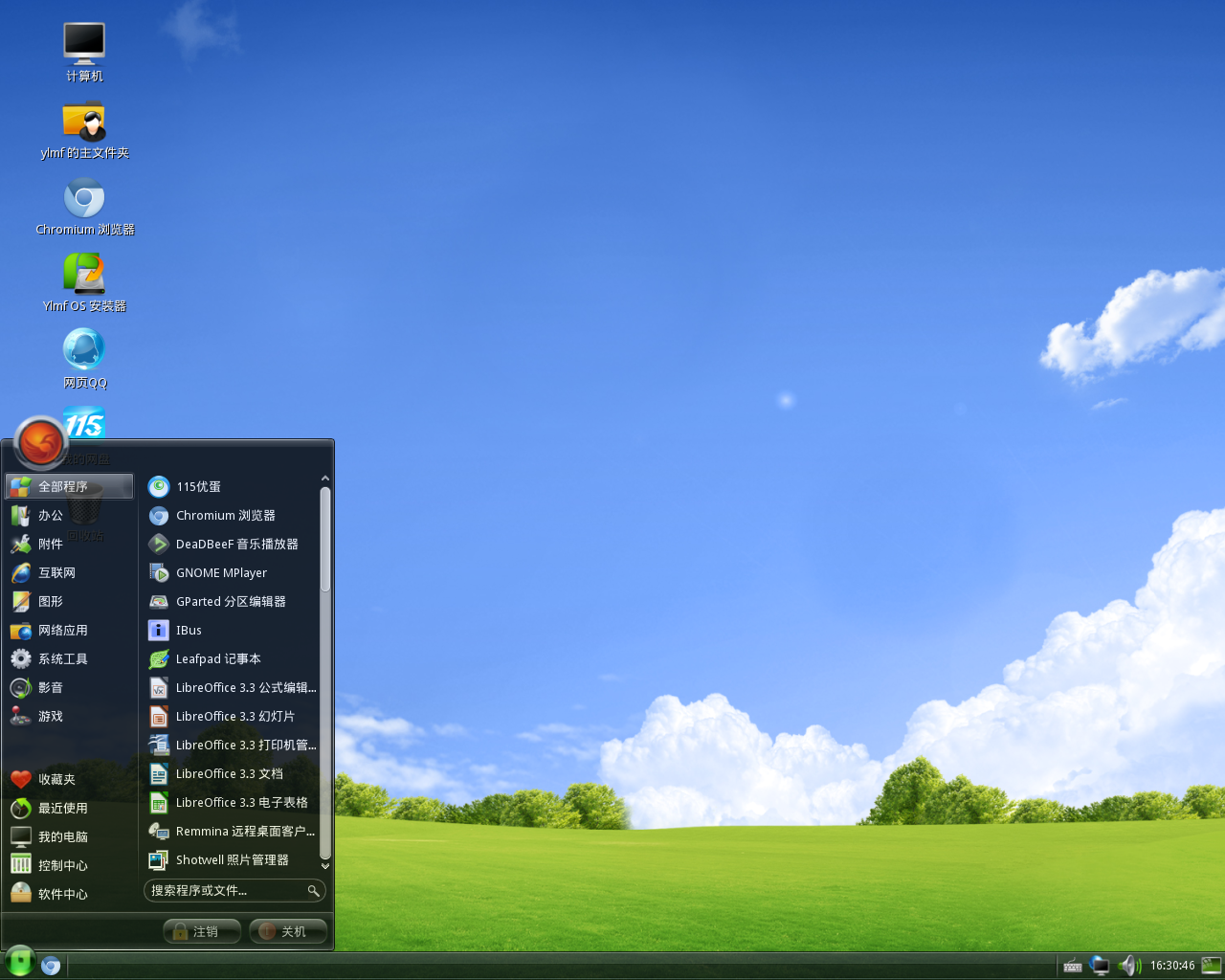
4.0
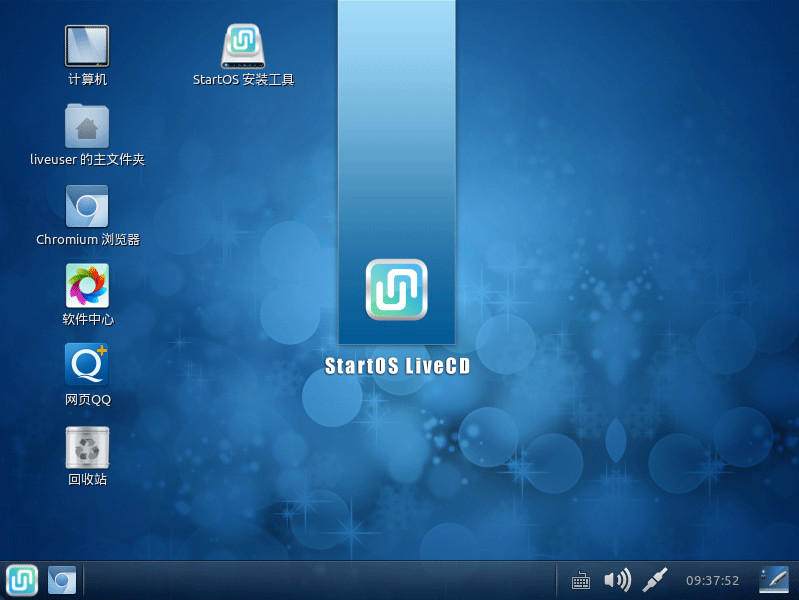
5.0
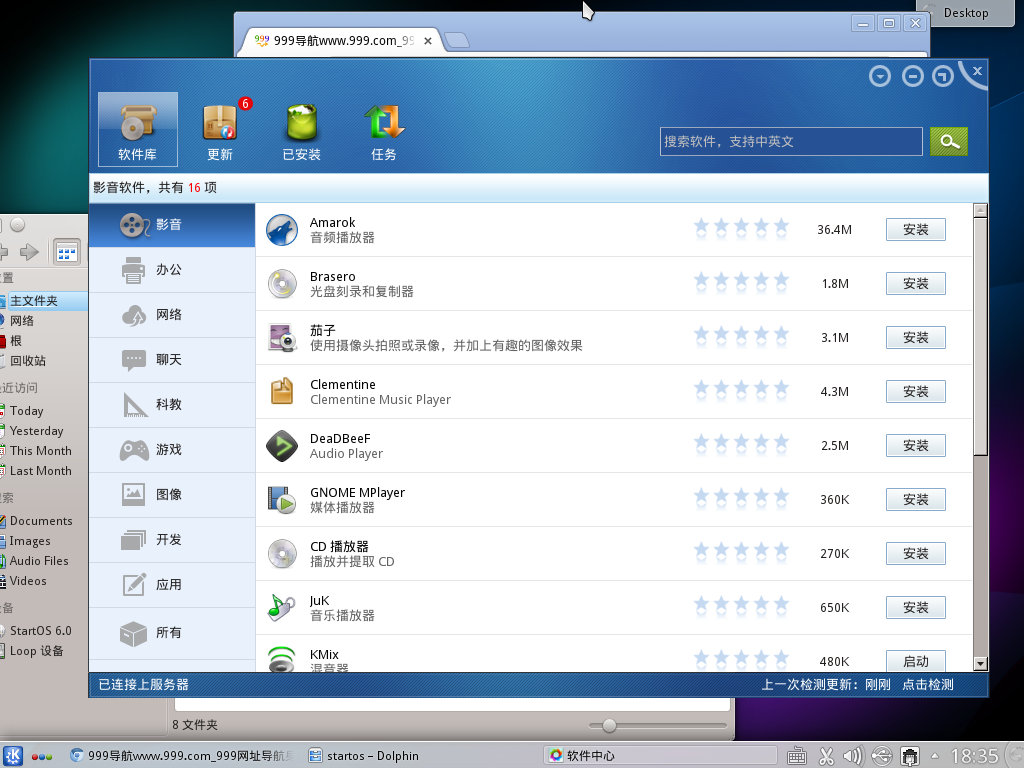
6.0beta KDE